# 绛郡 (隋朝)
绛郡，中国隋朝时设置的郡。
大业三年（607年）改绛州置绛郡，治所在正平县（今山西省新绛县）。辖境相当今山西省翼城、绛县、曲沃、垣曲、闻喜、稷山、新绛、侯马及襄汾等县市地。下辖八县：正平县、翼城县、曲沃县、稷山县、闻喜县、垣县、太平县、绛县，71876户。唐朝武德元年（618年）改为绛州。天宝元年（742年）复为绛郡，下辖十一县：正平县、曲沃县、翼城县、绛县、垣县、夏县、闻喜县、万泉县、稷山县、太平县、龙门县，乾元元年（758年）又改为绛州。 
唐朝绛郡太守
- 源光乘（742年）
- 郑岩（天宝年间）
- 臧方直（天宝年间）
- 马某（755年）
- 高武光（至德年间）
- 韦陟（758年—759年）